# 事務次官
事務次官（じむじかん、英: Vice-Minister、Administrative Vice-Minister）は、日本の行政機関における官職のひとつで、各府省および復興庁に置かれる。
各府省において、大臣、副大臣、大臣政務官ら特別職の官職（政務三役）の下で職業公務員（官僚）の就く一般職の官職の最高位であり、事務方の長といわれる。

## 概説
各省の事務次官は、長である大臣を助け、省務（外局にかかる事務を含む。）を整理し、各部局および機関の事務を監督する（国家行政組織法第18条第2項）ことを職務とする。内閣府の事務次官は、内閣府の長である内閣総理大臣ではなく、内閣官房長官、内閣府特命担当大臣を助け、府務を整理し、内閣府本府（外局を含まない。）の各部局および機関の事務を監督する（内閣府設置法第15条第2項）ことを職務とする。
任命は各大臣が行うが、内閣による事前承認が必要とされる。また1997年以降、各府省の局長以上の幹部人事については、政府全体の立場から首相官邸による統率を行うため、閣議に先だって内閣官房長官と内閣官房副長官3名の4人によって構成される閣議人事検討会議による了承を経ることになっている。
事務次官は、各府省においてキャリアと呼ばれる高級官僚の中でも最高位のポストである。その影響力は大きく、各府省の実質的な最終決定権を有するともいわれる。府省内外にわたる人的資源、調整能力を必要とするポストである。
各府省の事務次官は、事務次官等会議に出席し、政府提出法案等の最終的な調整を行っていたが、2009年9月に発足した鳩山由紀夫内閣では、同会議は廃止された。
2012年12月に発足した第2次安倍内閣は、府省間の情報共有のため、事務担当の内閣官房副長官を主宰者とする「次官連絡会議」を設置した。

## 歴史
事務次官の設置は、内閣制度発足に伴い各省に置かれた次官に遡る。1949年（昭和24年）6月1日の改正国家行政組織法（昭和24年法律第124号）施行により、事務次官に改称されて、現在に至る。
以前は、事務次官と同格の大臣補佐役として政務次官が存在した。2001年の中央省庁再編に伴って政務次官は廃止され、新たに副大臣と大臣政務官が設置され、国会議員による行政への統制力強化が図られた。職制上、事務次官は政治任用ポストの下で事務を統括する官職に位置付けられた。

## 地位
事務次官の地位は一般職の国家公務員である（デジタル監および防衛事務次官を除く）。一般職は、一般職の職員の給与に関する法律（一般職給与法）に基づいて俸給月額が決定される（検察官は除く）が、事務次官は同法による俸給月額のうち最高額の指定職8号俸を支給される。
なお、一般職の職員のうち、事務次官以外で同法に基づく指定職8号俸を支給される官職には、会計検査院事務総長、人事院事務総長、宮内庁次長のほか、事務次官等会議の構成員でもあった内閣法制次長、警察庁長官、金融庁長官、消費者庁長官がある。
事務次官の年収は約2,300万円である。
一方で、これらと異なって事務次官等会議の主宰者であった内閣官房副長官は、事務次官よりも数段高い副大臣相当の待遇であり、認証官でもある特別職国家公務員である。
また、特別職および検察官で事務次官と俸給等の待遇が同等の官職には、内閣官房副長官補、内閣広報官、内閣情報官、常勤の内閣総理大臣補佐官と大臣補佐官、国家公務員倫理審査会の常勤の委員、公正取引委員会委員、国家公安委員会委員、式部官長、大使・公使の一部、統合幕僚長、検事の一部（検事1号俸）がある。国会においては、各議院事務局の事務次長、衆議院調査局長、各議院法制局の法制次長、国立国会図書館副館長が、裁判所においては、判事の一部、最高裁判所事務総長がこれらに相当する。
事務次官に加えて、各府省には「所掌事務の一部を統括整理する職」（総括整理職）として次官級審議官（いわゆる省名審議官）が置かれているが、これらの職については外局の長官・警察庁次長などと同等である指定職6号俸が適用される。

## 事務次官の経歴

### 概説
事務次官等は、キャリア官僚の出世レースのゴールであり、一般に同期採用または後年採用の事務次官が誕生するまでに、同年次のキャリア組は退官し、省内に唯一残った最古参のキャリア官僚が事務次官となる。もっとも、稀ではあるが同期採用者から複数の事務次官を輩出したり、前任者より採用年次の古い者が事務次官に就任したりすることもないわけではない。また、法務省および外務省においては、異なる人事体系がとられている（後述）。
おおむね、法律職、行政職または経済職の国家公務員採用I種試験（旧上級甲種試験）に合格して各府省庁に採用されたキャリアの事務官が事務次官に就任するが、文部科学省、国土交通省では科学技術庁、建設省に採用された技官が事務次官に就任することもある。任期は存在しないが、慣例的に1年から2年とされており、それまでに勇退（依願退職）して後進に譲る慣行である。
任期の慣例を大きく越えることは稀であるが、長期化した事例もないわけではない（鈴木俊一地方自治庁次長、自治事務次官は在任約8年に、守屋武昌防衛事務次官は在任4年1か月にそれぞれ及んだ）。事務次官の定年は1981年の国家公務員法改正で導入され、事務次官の定年は62歳に延長されるが、更に法律に規定される定年延長制度を利用して長期在任する者もいる。

### 法務省における事務次官
法務省においては、検察庁が本省を飲み込むような人事体系が取られている。その理由は、検察庁が最高裁判所を頂点とする司法権に対応する特殊な行政組織であるため、その人事体系も必然的に裁判所を見据えたものでなければならないという観点と、内閣の所轄の下にある通常の一般行政部門である法務省の本省機能とをひとつにまとめたことに起因すると考えられる（検察官の俸給体系が、法務省職員を含む一般職国家公務員のそれではなく裁判官の俸給体系に準拠した別個のものとなっているのは、その顕著な例であるといえる）。
最高裁判所判事および高等裁判所長官はいずれも認証官とされており、最高検察庁の最高幹部である検事総長および次長検事ならびに高等検察庁の長である検事長についても、裁判所の最高幹部の地位に準拠させ、認証官とされている（検察庁法第15条第1項。なお最高裁判所長官は内閣総理大臣と同様に天皇によって任命されるが、これは最高裁判所長官が三権の長であることに由来するためである（日本国憲法第7条第2項、裁判所法第39条第1項））。
それに対し、事務次官は各省における事務方のトップではあるものの認証官ではない。他省の人事体系との均衡の必要性から、法務事務次官だけを認証の有無や俸給の額などの扱いにおいて、別個に扱うことは難しい。
この異質な両者をひとつにまとめた結果、（検察庁等を含む広義の）法務省内において、法務事務次官を検事総長、次長検事、検事長の実質的下位に位置させる必要が生じる。それは同時に、法務事務次官もこの人事ピラミッドにおける「通過点」とならざるを得ないということであり、その結果、慣例的に検察官の経歴を有する者が就任するポストとなっている。ただし、法務事務次官は検察官とは別の官であり、法務事務次官在任中は、検察官ではない。この点、法務省の局長課長の多くが検察官の身分のままの充て職であることとは状況が異なる。検察官の経歴を有する者以外の者が法務事務次官になる場合もあり得るが、その者が一級の検事となる資格を有しないものである場合は、検察庁法の規定により、検事総長・次長検事・検事長となる道そのものが閉ざされている（検察庁法第15条第1項、第19条）。そのような制度的事情から、法務省・検察庁の幹部人事調整の必要性にかんがみ、一級の検事となる資格を有しないものが法務事務次官に就任するケースは、1952年（昭和27年）8月1日の行政機構改革により、法務府が法務省と改称され、法務事務次官職が設けられて以来、皆無である。
一方で、事務次官経験者が東京高等検察庁検事長・大阪高等検察庁検事長といった主要都市に置かれる高等検察庁の検事長ポストに昇格する例が多々あり、これをもって事務次官の地位を主要都市以外に置かれる高等検察庁の検事長よりも実質的に上位にあるとする考え方がある。しかし、法務省は上記のように「一般の行政権」と「検察権」という異質な行政権をまとめて担っており、検察官の地位と法務事務次官の地位を一元的に体系づけることには無理があると思われる。

### 外務省における事務次官
外務省では、事務次官経験者がその後大国または国連等の重要な国際機関に派遣される特命全権大使を務める慣例があり、特に駐米大使の多くは次官経験者が務めてきた。しかし、2001年頃に発覚した数々の外務省の不祥事を受けた改革において、次官経験者の自動的な大使任用慣行は一旦改められた。その後、政府は大使の任用を「適材適所の観点に立って」判断するとしてきたが、2012年には11年ぶりに佐々江賢一郎が次官経験後に駐米大使に就任した。

### 技官（技術系行政官）の事務次官
各府省においては事務官優位の人事慣行のもと、事務官の就任するポストと技官の就任するポストとは明確に区別されており、技官が事務次官に到達する例は少ない。しかし、科学技術庁、建設省の後身官庁である文部科学省、国土交通省では、技官が事務次官を務めることがある。
北海道開発庁、科学技術庁では主に技官が事務次官に就任しており、建設省においては事務官と土木系技官とが交互に事務次官に就任する慣例が存在していた（いわゆるたすきがけ人事）。中央省庁再編後の文部科学省では文部省出身の事務官と科学技術庁出身の技官が交互に就任しており、国土交通省では建設省出身の事務官と建設省出身の土木系技官と運輸省出身の事務官とが順番に就任している。環境省では環境庁出身の事務官と厚生省出身の技官と財務省からの出向者とが概ねたすき掛け人事で就任している。中央省庁再編が行われた2001年1月から2022年6月現在までに、技官の事務次官経験者は文部科学省5名（結城章夫、坂田東一、森口泰孝、土屋定之、戸谷一夫）、国土交通省7名（青山俊樹、佐藤信秋、谷口博昭、佐藤直良、徳山日出男、森昌文、山田邦博）、環境省2名（谷津龍太郎、関荘一郎）となっている。

## 事務次官等の一覧
※各府省の事務次官のほか、警察庁長官、内閣府の外局たる庁の長官、デジタル監、復興庁事務次官も含めて記載。
| 府省等 官職                   | 氏名       | 就任年月日    | 出身大学等                   | 採用官庁 採用年次             | 前職                             |
| ----------------------------- | ---------- | ------------- | ---------------------------- | ----------------------------- | -------------------------------- |
| 内閣府 内閣府事務次官         | 井上裕之   | 2024年7月5日  | 東京大学法学部               | 大蔵省 1986年（昭和61年）     | 内閣府審議官                     |
| 警察庁 警察庁長官             | 楠芳伸     | 2025年1月27日 | 京都大学法学部               | 警察庁 1989年（平成元年）     | 警察庁次長                       |
| 金融庁 金融庁長官             | 伊藤豊     | 2025年7月1日  | 東京大学法学部               | 大蔵省 1989年（平成元年）     | 金融庁監督局長                   |
| 消費者庁 消費者庁長官         | 堀井奈津子 | 2025年7月1日  | 東北大学法学部               | 労働省 1990年（平成2年）      | 厚生労働省人材開発統括官         |
| こども家庭庁 こども家庭庁長官 | 渡辺由美子 | 2023年4月1日  | 東京大学文学部               | 厚生労働省 1988年 (昭和63年)  | 内閣官房こども家庭庁設置準備室長 |
| デジタル庁 デジタル監         | 浅沼尚     | 2022年4月26日 | 慶應義塾大学理工学部         | 民間                          | デジタル庁 Chief Design Officer  |
| 復興庁 復興庁事務次官         | 山野謙     | 2025年7月1日  | 東京大学法学部               | 自治省 1989年（平成元年）     | 復興庁統括官                     |
| 総務省 総務事務次官           | 原邦彰     | 2025年7月1日  | 東京大学法学部               | 自治省 1988年（昭和63年）     | 総務審議官                       |
| 法務省 法務事務次官           | 森本宏     | 2025年7月17日 | 名古屋大学法学部             | 検事任官 1990年（平成2年）    | 法務省刑事局長                   |
| 外務省 外務事務次官           | 船越健裕   | 2025年1月17日 | 京都大学法学部               | 外務省 1988年（昭和63年）     | 外務審議官                       |
| 財務省 財務事務次官           | 新川浩嗣   | 2024年7月5日  | 東京大学経済学部             | 大蔵省 1987年（昭和62年）     | 財務省主計局長                   |
| 文部科学省 文部科学事務次官   | 増子宏     | 2025年7月15日 | 早稲田大学大学院理工学研究科 | 科学技術庁 1988年（昭和63年） | 文部科学審議官                   |
| 厚生労働省 厚生労働事務次官   | 伊原和人   | 2024年7月5日  | 東京大学法学部               | 厚生省 1987年（昭和62年）     | 厚生労働省保険局長               |
| 農林水産省 農林水産事務次官   | 渡邊毅     | 2024年7月5日  | 東京大学法学部               | 農林水産省 1988年（昭和63年） | 農林水産省大臣官房長             |
| 経済産業省 経済産業事務次官   | 藤木俊光   | 2025年7月1日  | 東京大学法学部               | 通商産業省 1988年（昭和63年） | 経済産業省経済産業政策局長       |
| 国土交通省 国土交通事務次官   | 水嶋智     | 2025年7月1日  | 東京大学法学部               | 運輸省 1986年（昭和61年）     | 国土交通審議官                   |
| 環境省 環境事務次官           | 上田康治   | 2025年7月1日  | 東京大学経済学部             | 環境庁 1989年（平成元年）     | 環境省大臣官房長                 |
| 防衛省 防衛事務次官           | 大和太郎   | 2025年8月1日  | 慶應義塾大学法学部           | 防衛庁 1989年（平成元年）     | 防衛省防衛政策局長               |

### 歴代の事務次官等
- 事務次官等の一覧 - 各府省庁の歴代の事務次官の一覧

## 演じた俳優
テレビドラマ
- 大地真央（特別出演） - 〈架空人物〉藤川真沙子・総務事務次官（『リッチマン、プアウーマン』第1 - 2・9話、2012年7月9日 - 9月17日、フジテレビ系）
- 佐藤浩市 - 風越信吾・通商産業事務次官（佐橋滋がモデル）（『官僚たちの夏』2009年7月5日 - 9月20日、TBS系）
- 松村雄基 - 〈架空人物〉姫川祥吾・厚生労働事務次官（『税務調査官窓際太郎の事件簿28』2015年1月26日、TBS系）